# Frans Victor
Frans Carlsson Victor, född den 6 september 1907 i Östersund, död där den 15 mars 1976, var en svensk jurist. Han var bror till Jerker Victor och far till Dag Victor.
Victor avlade studentexamen i Östersund 1926 och juris kandidatexamen vid Uppsala universitet 1929. Han genomförde tingstjänstgöring i Jämtlands västra och östra domsaga 1930–1933. Victor var biträdande jurist i Heilborns advokatbyrå i Östersund 1933–1941 och innehade egen advokatbyrå där från 1941. Han blev ledamot av Sveriges advokatsamfund 1936. Victor blev auditör vid Jämtlands fältjägarregemente, Norrlands artilleriregemente och Jämtlands flygflottilj 1945. Han var ordförande i stadsfullmäktige i Östersund 1955–1966 och vice ordförande i Jämtlands läns landstings förvaltningsutskott 1957–1967. Victor blev riddare av Vasaorden 1960. Han vilar i sin familjegrav på Norra begravningsplatsen i Östersund.